# Raymond Lopez
Raymond Jules Lopez (Montrouge, 12 maggio 1904 – Parigi, 11 febbraio 1966) è stato un architetto e urbanista francese.

## Biografia
Dopo aver studiato all'École nationale supérieure des beaux-arts, fu nominato capo architetto di edifici civili e palazzi nazionali. Nel 1958 fu incaricato di lavorare al piano urbanistico generale di Parigi, ispirato al Plan Voisin. La sua visione dell'urbanistica era quella di demolire gli edifici esistenti e sostituirli con edifici nuovi, razionali e strutturati, basati principalmente sulla distribuzione verticale.
Fu sua l'idea di costruire la Tour Montparnasse e di demolire edifici storici nel XIII arrondissement, sul Front-de-Seine e a Les Halles.
Partecipò a molti piani di sviluppo per città come Dakar, Nevers, Sainte-Menehould, Saint-Valery-en-Caux e per la regione di Nantes. Iniziò a sviluppare i progetti urbani di Les Halles e Maine-Montparnasse. È noto soprattutto per il piano di sviluppo dello ZUP di Val Fourré a Mantes-la-Jolie.
È stato professore all'École Spéciale d'Architecture, all'École des Ponts ParisTech e poi all'École polytechnique.

## Opere principali

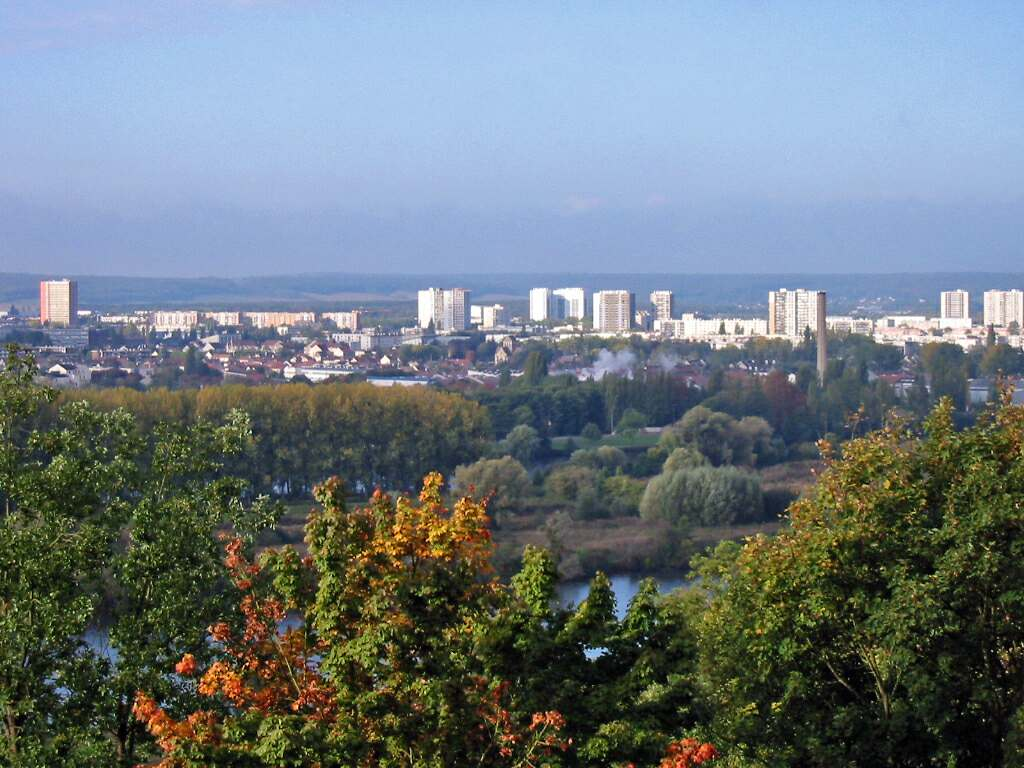
Distretto Val-Fourré (1959-1966) a Mantes-la-Jolie

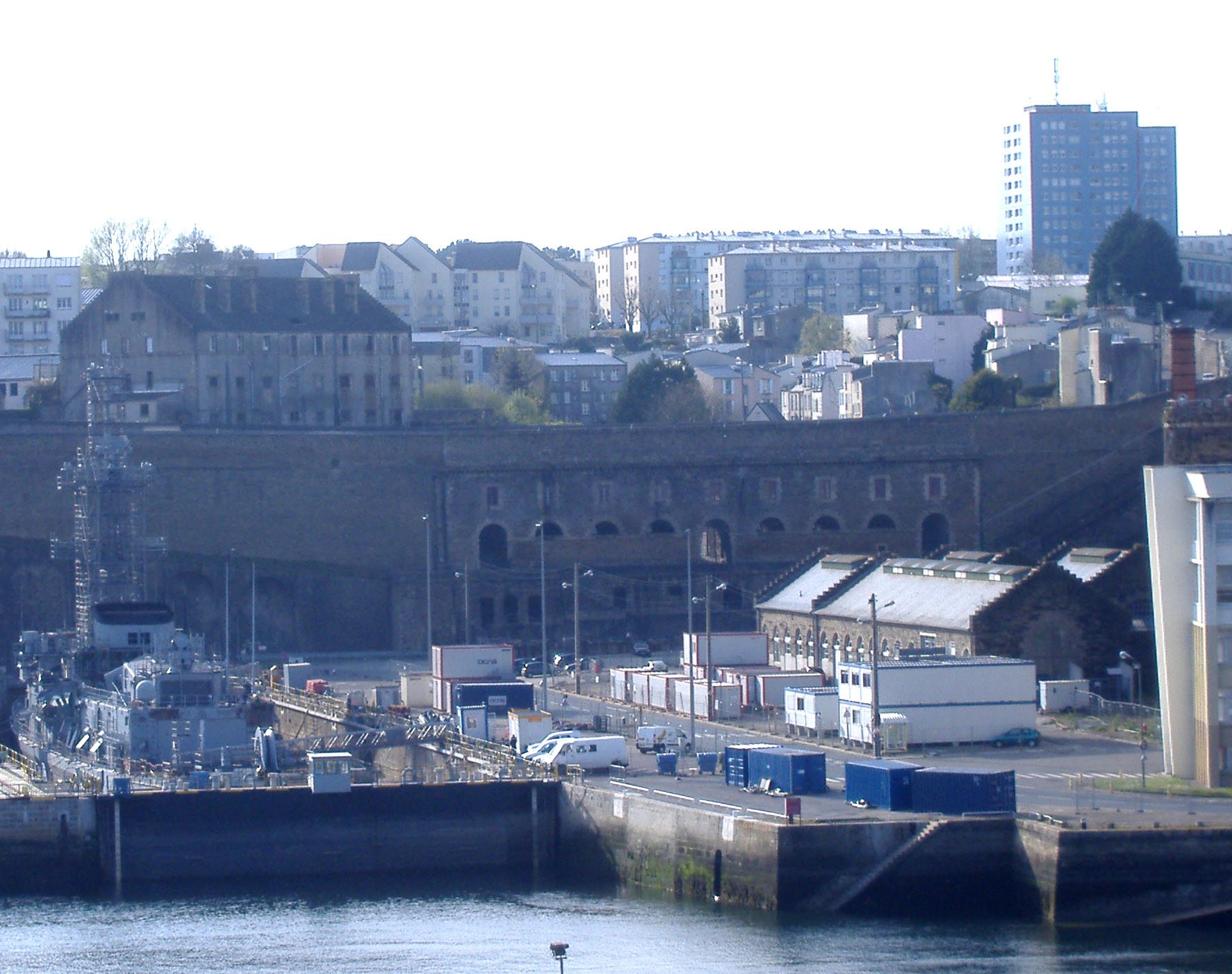
Sullo sfondo a destra, le torri su palafitte di Quéliverzan (1954), alle porte del quartiere Recouvrance a Brest

- 1936: Ospedale Augustin-Morvan (vicino a Place de la Liberté) a Brest, in collaborazione con Raymond Gravereaux
- 1937: padiglione di architettura privata dell'Esposizione Internazionale (demolito)
- 1948-1951: sede della National Building Federation a Parigi (realizzata con Jean Prouvé e per la quale ottennero, nel 1952, il gran premio del Cercle d'études architectes[4])
- 1952: Fondo centrale per gli assegni familiari, chiamato la torre Lopez, rue Viala nel XV arrondissement di Parigi (prima facciata continua con struttura sospesa in alluminio) ristrutturata nel 2010,[5]
- 1954: Torri di Quéliverzan, Brest. Torri su palafitte, alle porte del quartiere Recouvrance.
- 1956: Cappella di Notre-Dame-de-Bon-Port a Saint-Valery-en-Caux in Seine-Maritime.
- 1957: condominio vicino al Tiergarten a Berlino in collaborazione con Eugène Beaudouin
- 1957: Indagine sui settori malsani di Parigi (progetto Italie 13 con Michel Holley)
- 1959-1961: Torre di Bois-le-Prêtre nel XVII arrondissement (ristrutturata da Frédéric Druot, Anne Lacaton e Jean-Philippe Vassal dal 2007 al 2011)[6]
- 1959-1966: Il piano di sviluppo ZAC di Front-de-Seine con Henry Pottier nel XV arrondissement di Parigi[7]
- anni 1950: Ricostruzione del centro storico di Mantes-la-Jolie
- 1959-1966: Capo architetto-urbanista dell'area prioritaria da urbanizzare (ZUP) da Val-Fourré a Mantes-la-Jolie: 8 300 unità abitative realizzate[8]
- anni 1960: Residenze Saint-Maclou e Saint-Roch a Mantes-la-Jolie
- 1964: Biblioteca comunale di Mantes-la-Jolie

## Saggi
- L'avenir des villes, Ed. Robert Laffont, 1964, 135 p.